# Jonny Quest
Jonny Quest  é uma série animada de TV de ficção científica/aventura, produzida entre 1964 e 1965 pela Hanna-Barbera Productions para a Screen Gems, e narra as histórias de um garoto chamado Jonny Quest que junto com seu pai vive aventuras fantásticas. O desenho causou forte impacto cultural, e chamou atenção por seus traços e animação realista, que destoavam do que os estúdios de Hanna-Barbera haviam feito até então. Além da série original teve duas outras séries: The New Adventures of Jonny Quest produzida de 1986 a 1987 e The Real Adventures of Jonny Quest, de 1996 a 1997.

## Desenvolvimento

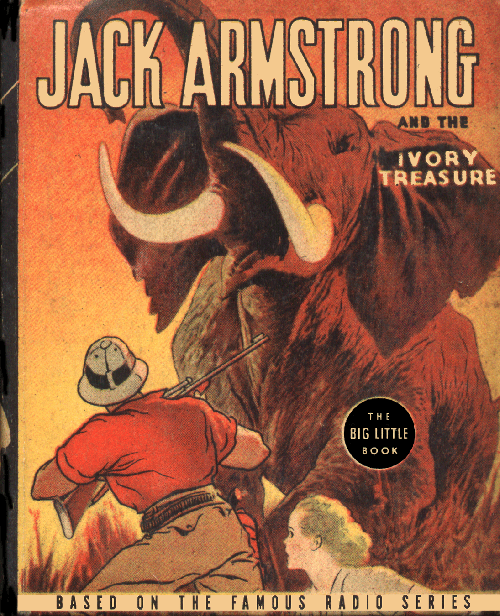
Capa de um Big Little Book de Jack Armstrong, the All-American Boy.

O quadrinista Doug Wildey, depois de ter trabalhado na série de televisão animada Space Angel da Cambria Productions em 1962, encontrou trabalho no estúdio Hanna-Barbera, que lhe pediu para criar uma série estrelada pelo personagem-título do programa de rádio Jack Armstrong, the All-American Boy.
Wildey escreveu e fez uma apresentação, usando revistas como Popular Science, Popular Mechanics e Science Digest "para projetar o que aconteceria daqui a dez anos" e criando ou atualizando fantasiosamente dispositivos como um "snowskimmer" e hidrofólios. Quando a Hanna-Barbera não conseguiu ou não obteve os direitos de Jack Armstrong, Wildey reformulou o conceito. Wildey disse que "foi para casa e escreveu Jonny Quest naquela noite - o que não foi tão difícil". Para se inspirar, ele se baseou nos filmes de Jackie Cooper e Frankie Darrow, na tira de jornal Terry e os Piratas de Milton Caniff e, a pedido da Hanna-Barbera, no filme 007 contra o Satânico Dr. No. Como Wildey descreve em 1986, o produtor Joe Barbera havia visto aquele primeiro filme sobre o superespião inglês "e queria entrar em coisas como '007' - números. Que incluímos, aliás, no primeiro [episódio de] Jonny Quest. Chamava-se 'Jonny Arquivo de Missão 037 'ou algo assim. Abandonamos isso mais tarde; não funcionou. Mas esse era o codinome de seu pai, pois ele trabalhava para o governo como cientista e esse tipo de coisa." Hanna-Barbera se recusou a dar para ele, um crédito "criado por", disse Wildey, e ele e o estúdio "finalmente chegaram ao 'Baseado em uma ideia criada por', e esse foi o meu crédito".
A série de TV animada no horário nobre Jonny Quest estreou na ABC às 19h30 na sexta-feira, 18 de setembro de 1964. Como escreveu o historiador de quadrinhos Daniel Herman,
| “ | Os desenhos de Wildey no Jonny Quest deram a um desenho animado um visual distinto, com as cores pretas pesadas [ou seja, sombreamento e sombra ] e seus personagens inspirados em Caniff. . . . O show era uma história de ação/aventura envolvendo o personagem-homônimo, um garoto de 11 anos de idade. O elenco de personagens incluía o ajudante de Jonny, chamado Hadji, o pai cientista de Jonny. . . e o belo guarda-costas do grupo, o agente secreto Race Bannon, que parece ter saído das páginas do Steve Canyon. . . . O visual de Jonny Quest era diferente de qualquer outro desenho animado para a televisão da época, com seus planos de fundo coloridos e seu foco nos personagens com seus jet packs, hidrofólios e lasers. Wildey trabalharia em outros projetos de animação, mas foi com seu trabalho em Jonny Quest que ele alcançou seu público mais amplo, trazendo um senso de design e estilo de quadrinhos aos desenhos animados na televisão. | ” |

Wildey não projetou de Bandit, o buldogue de estimação, que era mais caricatural, que foi projetado pelo animador Richard Bickenbach.
Embora eles não apareçam em nenhum episódio, as cenas do filme de teste de Jack Armstrong foram incorporadas aos créditos finais de Jonny Quest. São cenas de Jack Armstrong e Billy Fairfield escapando dos guerreiros africanos em hovercraft. A sequência de testes, vários desenhos e storyboards de Wildey foram usados para vender a série à ABC e aos patrocinadores.

Os títulos de produção do programa foram The Saga of Chip Baloo, que Wildey disse que "não era realmente sério, mas foi isso para o começo", e Quest File 037. O nome Quest foi selecionado de uma lista telefônica, por suas implicações aventureiras.

## Personagens
- Jonny Quest: é a personagem principal. Jonathan 'Jonny' Quest é filho do Dr. Quest, um cientista que trabalha para o governo britânico em prol do planeta. Pai e filho contam com a ajuda de seu guarda costas Roger "Race" Bannon, designado pela Rainha para a segurança deles, do amigo Hadji, que faz mágicas e foi adotado pelo Dr. Quest na Índia e do cãozinho Pug albino Bandit, que sempre entra em confusões. Juntos, vivem várias aventuras principalmente para tentar proteger as descobertas do Doutor, em lugares como a selva amazônica, o Polo Norte, o Canadá, Tailândia e o Egito, cenários que davam um caráter diferenciado à série.

- Dr. Benton Quest: é o pai de Jonny Quest; é um cientista americano que faz descobertas que ajudam seu país, tais como o uso do raio laser, ondas sônicas, entre outras. Tais descobertas o levam junto a seu filho e seus amigos a viverem muitas aventuras, já que os vilões sempre querem se apoderar de seus achados.

- Roger "Race" Bannon: Roger T. "Race" Bannon é um agente secreto e ex-combatente do Reino Unido, responsável pela segurança do Dr. Quest, de Jonny e de Hadji. Ele também é professor e "babá" dos garotos, os quais sempre se metem em confusões. Roger tem 32 anos e luta judô, além de pilotar todos os tipos de veículos e atirar muito bem. Ele sempre arrisca sua vida para a salvar as de seus protegidos. Na primeira série ele é chamado de Roger, nas duas séries The New Adventures of Jonny Quest e The Real Adventures of Jonny Quest de Race. Mais tarde se revela que ele tem uma filha, Jessie.

- Hadji: Hadji Singh é um garoto indiano de 11 anos; é como se fosse o irmão adotivo de Jonny Quest. Ele aprende em seu país a fazer mágicas como levitação, fazer desaparecer objetos etc. Ele aprendeu a falar fluentemente o inglês com os colonizadores ingleses. Seu principal bordão é "Sim, sim salabim".

- Bandit: Bandit é um bulldog que pertence a Jonny; ele é muito assustado e sempre entra em conflito com animais menores, como macacos, caranguejos, peixes e fuinhas, sempre se dando mal nas brigas. De vez em quando ele piora as situações em que o grupo se encontra; em outras, os salva por ser pequeno e arisco.
- Petrônius (Hardrock): Um gigante de granito, antigo guardião de uma civilização subterrânea. Foi descoberto pela equipe Quest e ao despertar, se juntou a Jonny e cia. Um sujeito tão forte quanto esperto, possui um grande senso de humor e fazia com Race uma grande dupla. Invulnerável a quase tudo, só tinha medo de uma coisa: eletricidade.
- Jessica "Jessie" Bannon: Filha de Race com uma arqueóloga, passa metade do ano com a mãe e metade com Race, acompanhando a Equipe Quest em várias missões. é muito inteligente e aprendeu com o pai várias táticas de combate. Gosta de Jonny como a um irmão e demonstra uma atração mais forte por Hadji.
- Jade: é o antigo interesse amoroso de Race. Ela é uma espiã e mercenária e também é um personagem recorrente. Em um episódio, mostra-se que Jade sabe como detectar quem é realmente um homem, beijando-o. Jade no idioma inglês é dublada pela atriz Cathy Lewis.
- Dr. Napoleon Zin: Cientista oriental (provavelmente chinês) inimigo principal da equipe Quest. Ambiciona a dominação mundial. Já foi dado como morto inúmeras vezes, mas sempre retorna com um novo plano. No seu leito de morte, ele deixa sua vingança para suas filhas gêmeas Anaya e Melana. Anaya é bem astuta e enganou facilmente Hadji.
- Dr. Jeremiah Surd: Dr. Jeremiah Surd é um dos principais antagonistas em The Real Adventures of Jonny Quest, Cartoon Network da década de 1990 reimaginando a série de Jonny Quest dos anos 60 de Hanna-Barbera. Seu principal objetivo é se vingar contra Race Bannon pelo incidente que o deixou desabilitado. Ele também quer assumir completamente o Mundo Quest, usá-la para fins criminosos e se tornar o controlador incontestável do ciberespaço.
- Ezekiel "Zeke" Rage: Ou Ezekiel Fúria. Ezekiel Rage é um dos principais antagonistas em The Real Adventures of Jonny Quest, Cartoon Network na década de 1990 reimaginando a série de Jonny Quest dos anos 60 de Hanna-Barbera. Seu objetivo é destruir o mundo por vingança pelo que ele considera o assassinato de sua esposa e filha Abigail "Abby" e Karla. Na série ele via a sua filha falecida em Jessie.

## Outras mídias

### Filmes
No início dos anos 90,  a Turner planejou uma campanha de marketing intitulada "Year of Jonny Quest" para apresentar uma nova série de televisão, o lançamento de episódios clássicos em VHS, a criação de dois novos filmes de animação dando continuidade a série clássica (Jonny's Golden Quest e Jonny Quest vs. The Cyber Insects) e a produção de um live-action. O diretor Richard Donner, a produtora Lauren Shuler Donner e Jane Rosenthal optaram pelos direitos do filme live-action, tendo manifestado interesse na propriedade logo após a aquisição da Hanna-Barbera pela Turner. Programado para começar a produção em meados de 1995 com um roteiro escrito por Fred Dekker, e as filmagens foram adiadas para 1996, mas, nunca começaram. No início de 1996, o projeto já havia atrasado o desenvolvimento de outros filmes, como o live-action de The Jetsons. 
Zac Efron e Dwayne Johnson foram anunciados em 2009 como escalados como Jonny Quest e Race Bannon,  respectivamente, em um próximo filme live-action, de acordo com uma entrevista de Johnson ao Moviehole.com.
Em maio de 2015, foi anunciado que Robert Rodriguez dirigiria uma versão live-action, com um roteiro co-escrito por Rodriguez e Terry Rossio. Adrian Askarieh afirmou ao IGN que o filme seria um misto de Indiana Jones e James Bond com classificação PG-13.
Em 23 de junho de 2015, os personagens de Jonny Quest estrelaram um filme de animação diretamente para vídeo com Tom e Jerry, intitulado Tom and Jerry: Spy Quest.
Em julho de 2016, a Forbes informou que o filme iniciaria uma franquia após o roteiro de Rodriguez e Rossio e com Joe Cornish, Justin Lin e Scott Derrickson para dirigir o filme, que será a posição de Jonny no filme como "Harry Potter dentro de um filme do Indiana Jones" "e define especificamente o filme com potencial para spin-offs, também o roteiro se inspirou em algumas histórias e elementos específicos do programa de TV original dos anos 60. O site informou que o estúdio estava considerando os atores Idris Elba, Bradley Cooper e Will Smith para o papel de Race Bannon. Em novembro de 2018, a Warner Bros. anunciou que o filme seria dirigido por Chris McKay.

### Histórias em quadrinhos
Uma revista em quadrinhos de Jonny Quest (uma releitura do primeiro episódio de TV, "Mystery of the Lizard Men") foi publicada pela Gold Key Comics (selo da Western Publishing) em 1964. A Comico começou a publicação de uma série de Jonny Quest em 1986, com a primeira edição apresentando a arte de Doug Wildey. A série foi escrita por William Messner-Loebs e teve 31 edições, com 2 especiais e 3 edições "clássicas" desenhadas por Wildey recontando episódios série animada ("Shadow of the Condor", "Calcutta Adventure" e "Werewolf of the Timberland" "). Wildey fez várias capas adicionais, assim como Steve Rude e Dave Stevens. A série também deu origem a uma série de três edições chamada Jezebel Jade - desenhada por Adam Kubert - que contava a história do relacionamento e das aventuras de Jade com Race Bannon. Jonny e a gangue (incluindo o Dr. Zin) voltaram aos quadrinhos em maio de 2015, quando se juntaram à Turma do Scooby-Doo na 10ª edição da revista Scooby-Doo Team-Up da DC Comics. Em 2016, a DC Comics anunciou Future Quest, uma série com Jonny Quest e uma variedade de outros personagens de Hanna-Barbera. Johnny Quest teve um crossover com Adam Strange em Adam Strange/Future Quest Annual #1 em 29 de março de 2017.

### Jogos para computador
Em 1991, a Hi-Tec Software publicou Jonny Quest in Doctor Zin's Underworld, um jogo de plataforma licenciado de Jonny Quest para os computadores domésticos ZX Spectrum, Amstrad CPC e Commodore 64.
Em 1993, a Hollyware Entertainment publicou Jonny Quest: Curse of the Mayan Warriors um jogo para DOS disponível apenas em disquete de 3,5". O título de pré-lançamento era Jonny Quest and Splinter of Heaven.
Em 1996, a Virgin Interactive publicou Jonny Quest: Cover-Up in Roswell para Windows 3.1 e Windows 95.

### Música
Powerglove fez uma  versão cover do tema de The Real Adventures of Jonny Quest em seu álbum Saturday Morning Apocalypse.
A banda Reverendo Horton Heat apresentou uma versão do tema tema de Jonny Quest (combinada com a canção "Stop that Pigeon") em  Saturday Morning: Cartoons' Greatest Hits, que é um álbum de tributo as trilhas dos programas infantis de televisão e desenhos animados da manhã de sábado (principalmente ) das décadas de 1960 e 1970, lançado em 1995 pela MCA.
O grupo musical "The Swingtips" gravou uma versão do tema original da série Jonny Quest para o álbum de 2007 "Roswell".

## Curiosidades
- A banda brasileira de pop rock Jota Quest foi inspirado no desenho com a siglas Quest.
  - O amigo de Jonny, o menino indiano Hadji, salvou a vida do Dr. Quest na Índia.
- Apesar de ter causado um forte impacto cultural, a série original de Jonny Quest só contou com 26 episódios, que foram lançados mais tarde num box com quatro DVDs.
- Na série de 1987, o Homem de Pedra chamado Granite integra o grupo de Jonny.
- Em The Real Adventures of Jonny Quest é recontada a história de Jonny, e a personagem Jessica Margaret Leya "Jessie" Bannon, filha de Roger Bannon, entra para a série.
- O 1º Episódio A guarda dos meninos de Harvey, O Advogado, do exinto Quadro do Programa Adult Swim do Cartoon Network, é uma "versão" paródia muito exagerada e escrachada de Jonny Quest. O episódio brinca que o Dr. Quest e Race Bannon supostamente tinham um caso homossexual.
- No episódio "Coração Maligno" de Scooby-Doo! Mystery Incorporated, há a participação do vilão Dr. Zin como o criador da  criatura, que depois descobre-se ser uma armadura tecnológica, e que está atacando Baia Cristal. Neste episódio é revelado que ele possui uma filha, que está dentro da armadura. Também neste episódio tem a participação do Dinamite, o Bionicão e Falcão Azul.

## lista de episódios
01 - O Mistério dos Homens-Lagartos
02 – O Foguete Desaparecido
03 – A Maldição de Anubis
04 – Ao soar dos tambores
05 – O Enigma
06 – O Tesouro do Templo
07 – Aventura em Calcutá
08 – O Robô Espião
09 – O Tesouro do Templo
10 – A Sombra do Condor
11 – O Tesouro
12 – Magia Negra
13 – Os Pigmeus
14 – Os Dragões de Ashida
15 – Turu, o Terrível
16 – O Vulcão do Dr – Zin
17 – O Lobisomem
18 – Piratas Submarinos
19 – O Rapto
20 – O Monstro Invisível
21 – África Misteriosa
22 – A Lagoa Envenenada
23 – A Casa dos Sete Gárgulas
24 – A Ilha do Terror
25 – O Abominável Homem das Neves
26 – O Monstro do Mar de Java